# Abbaye aux Dames de Caen
Pour les articles homonymes, voir Abbaye aux Dames.
L'abbaye aux Dames de Caen ou abbaye de la Sainte-Trinité est un ancien monastère de moniales bénédictines fondé au XIe siècle qui se dresse sur le territoire de la commune française de Caen dans le département du Calvados, en région Normandie. C'est l'une des deux grandes abbayes, avec l'abbaye aux Hommes, fondées par Guillaume le Bâtard le futur conquérant, vers 1060, à Caen. Son église abbatiale de la Trinité abrite depuis 1083 le tombeau de Mathilde de Flandre, l'épouse de Guillaume le Conquérant.
L'ancienne abbaye aux Dames, actuellement siège du conseil régional de Normandie, est classée aux monuments historiques.

## Historique

### Fondation
Deux raisons peuvent être avancées pour expliquer la fondation de l'abbaye. La première fait de l'abbaye une œuvre d'expiation pour les péchés commis par le couple ducal formé par Guillaume le Conquérant et Mathilde de Flandre, la seconde en fait un acte politique.
En 1050 ou 1051, le duc de Normandie épouse Mathilde, fille du comte de Flandre. Leur mariage est prohibé par le pape Léon IX, peut-être pour des raisons de consanguinité et, selon les chroniqueurs de l'époque Milon Crespin et Orderic Vital, le souverain pontife les excommunie. En contrepartie du pardon accordé par le pape Nicolas II, ils fondent à Caen à une date proche de 1059-1060 deux abbayes bénédictines : l'abbaye aux Hommes, dédiée à saint Étienne, et l'abbaye aux Dames, dédiée à la Trinité.
Au-delà de cet acte fondateur romantique (l'excommunication ne fut pas une excommunication majeure et les liens de parenté entre les deux époux justifiaient mal cette mesure), il existe des raisons plus politiques. Guillaume appelé le Bâtard doit combattre pendant toute la première partie de son règne les barons de Normandie. Il cherche donc à asseoir davantage son autorité sur la Basse-Normandie où la rébellion a été la plus forte. Cela passe par la construction de châteaux, mais également par la fondation d'abbayes, selon un schéma classique en Normandie depuis le Xe siècle (création de pôles d'urbanisation dans une ville en pleine croissance et nécessité d'établir de nouveaux centres religieux en Basse-Normandie). Le duc décide donc de densifier le réseau d'établissements monastiques en basse Normandie, alors beaucoup plus lâche que dans la vallée de la Seine mieux contrôlée par les ducs de Normandie. L'abbaye aux Hommes, comme l'abbaye aux Femmes, ont toutefois dans ce dispositif une place privilégiée. En effet, sur les dix-huit abbayes élevées durant le règne de Guillaume le Conquérant, seules deux, celles de Caen, sont fondées directement par le duc lui-même, les autres étant créées par des seigneurs locaux et reconnues ensuite par le duc.
La fondation de l'abbaye aux Hommes et de l'abbaye aux Dames s'inscrit donc dans un dessein politique plus large qui vise à faire de Caen, pour les ducs de Normandie, un point d'appui plus proche de la zone de sédition que Rouen qui se trouve dans la partie orientale du duché.
Le site de chaque abbaye a été probablement choisi en fonction du plan de fortifications de Caen afin de leur donner un rôle d'appoint à l’égard du château.
En choisissant de s'y faire inhumer — en 1083 à l'abbaye aux Dames pour Mathilde de Flandre et en 1087 à l'abbaye aux Hommes pour Guillaume le Conquérant — Guillaume et Mathilde inscrivent dans la durée l'attention des ducs-rois non seulement pour l'abbaye, mais également pour la ville de Caen qui, d'un gros bourg de constitution anarchique, devient la capitale secondaire de la Normandie. Les descendants de Guillaume confortent ensuite le lien des deux abbayes avec la dynastie ducale et royale. Ainsi, fait exceptionnel, son fils Guillaume le Roux (c. 1060–1100) dépose les insignes royaux (couronnes et sceptres) de ses parents au trésor des deux abbayes où ils sont inhumés.

### Du Moyen Âge à la Révolution
Les travaux de l'église de l'abbaye aux Dames commencent en 1062 et sont achevés en 1130. On commence par le chevet, au XIe siècle, puis on ajoute de petits arcs-boutants à l'extérieur pour renforcer l'édifice. Le 18 juin 1066, a lieu la dédicace de l’abbatiale de la Trinité encore en travaux, la célébration coïncidant avec l'assemblée des barons et prélats réunis à Caen au printemps de 1066 pour préparer l'expédition en Angleterre.
Mathilde est morte en 1083 et son tombeau se trouve toujours dans le chœur de l'église.
Au XVIIe siècle, l'abbesse Laurence de Budos redresse spirituellement l'abbaye en obligeant les religieuses à respecter la règle de Saint-Benoît. Au XVIIIe siècle, les bâtiments conventuels sont reconstruits sur les plans de Guillaume de La Tremblaye, moine-architecte chargé également de reconstruire l'abbaye aux Hommes. Les travaux commencent en 1702, mais sont interrompus en 1737, faute de fonds suffisants. Grâce à l'aide du roi, les travaux reprennent en 1767. À la veille de la Révolution française, la communauté est dans une excellente situation financière. Mais la Révolution française éclate et le cloître n'a jamais été achevé. Au XVIIIe siècle, la voûte est démolie pour être reconstruite.

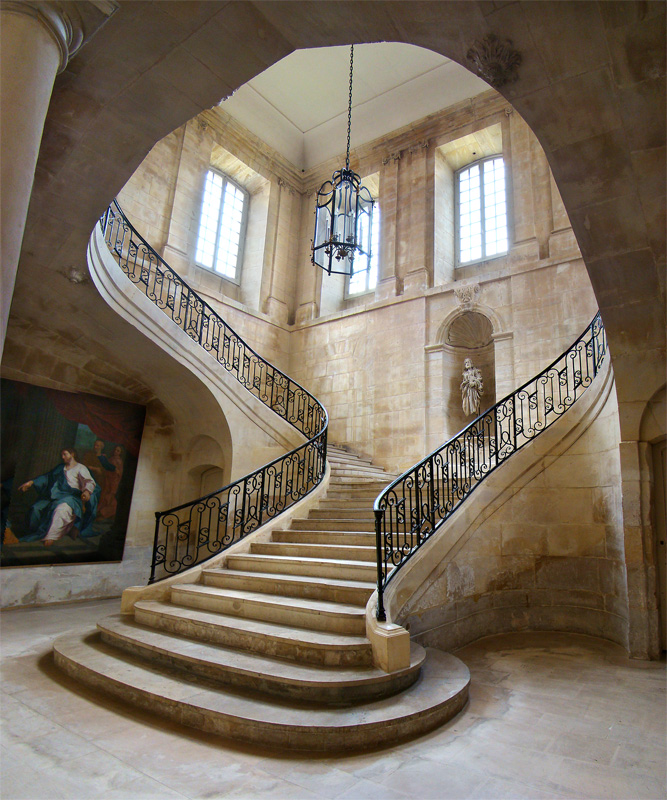
Escalier d'honneur des bâtiments conventuels.
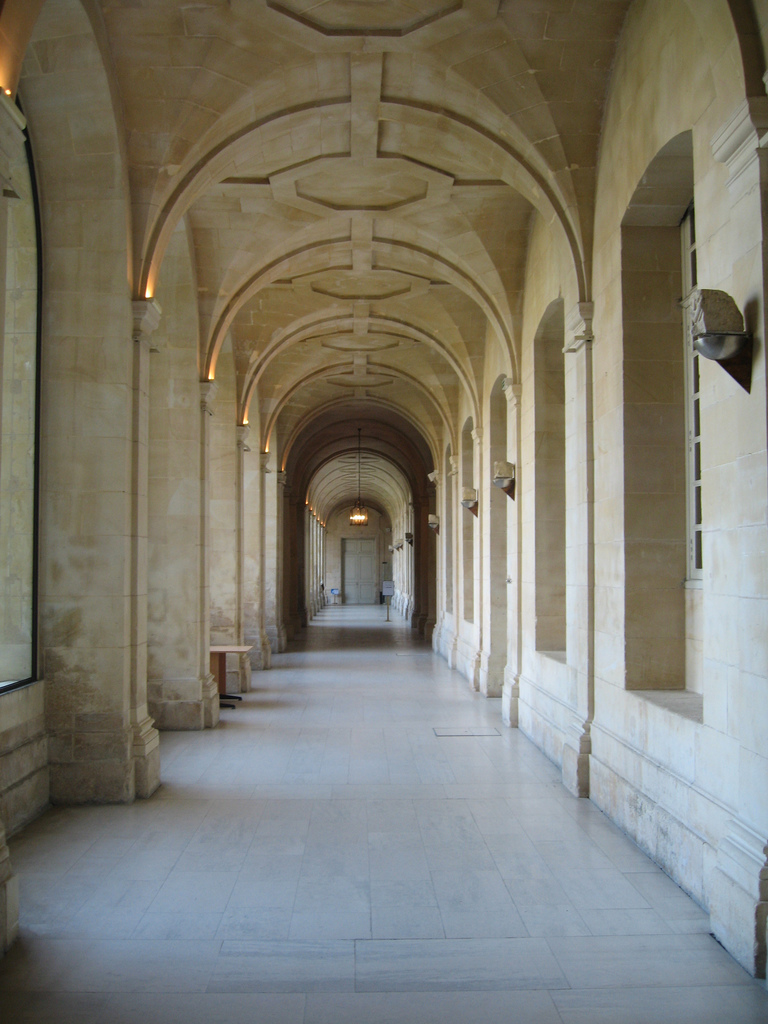
Galerie du cloître.

### Depuis la Révolution
Pendant la Révolution française, les bénédictines sont chassées de leur abbaye en 1791, et sont remplacées sous la Restauration par des religieuses augustines en 1823 — quand l'abbaye devient l'Hôtel-Dieu de Caen, puis l'hospice Saint-Louis — et y restent jusqu'en 1983. En 1865, la nef de l'ancienne église abbatiale, qui devient église paroissiale du quartier sous le vocable de Saint-Gilles, est profondément restaurée. Au XIXe siècle, la façade et les tours sont reconstruites intégralement. En juin 1944, pendant le débarquement allié et la bataille de Caen, l'église et l'abbaye sont relativement épargnées par les bombardements, alors que la ville est gravement touchée dans plusieurs quartiers. Une dernière restauration de l'intérieur de l'église intervient entre 1990 et 1993.
L'abbaye accueille de 1986 à 2015 le siège du conseil régional de Basse-Normandie, et à partir de 2016 celui du conseil régional de Normandie par suite de la fusion des deux anciennes régions Basse et Haute-Normandie.

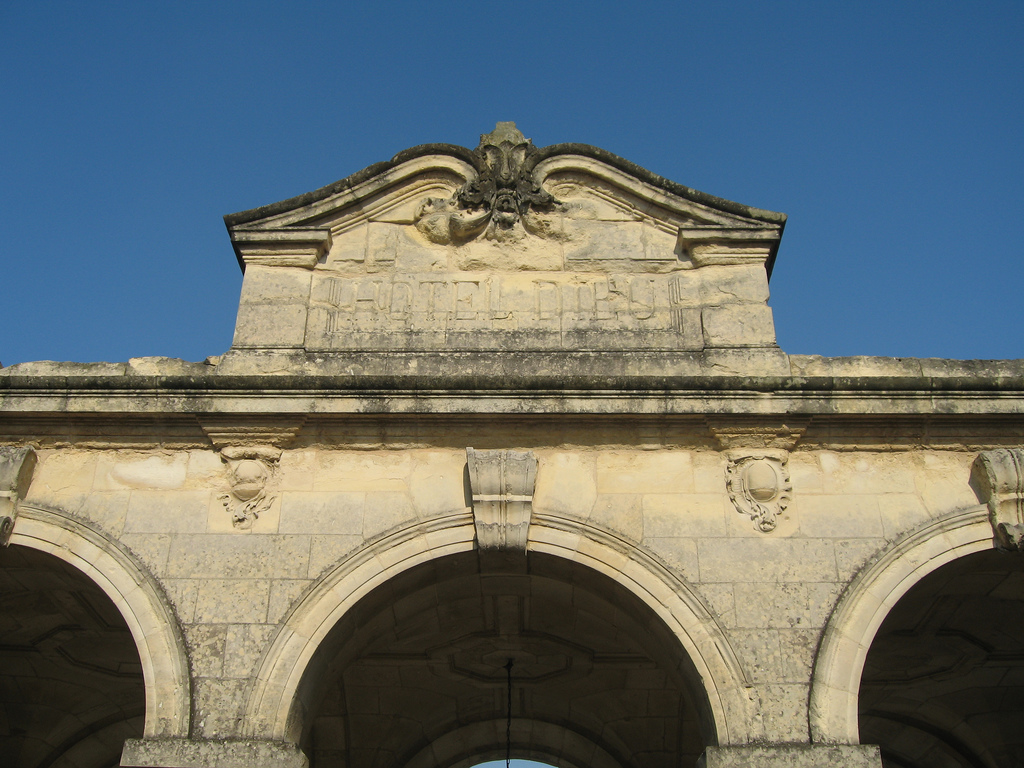
Fronton du portique de l'Hôtel-Dieu.
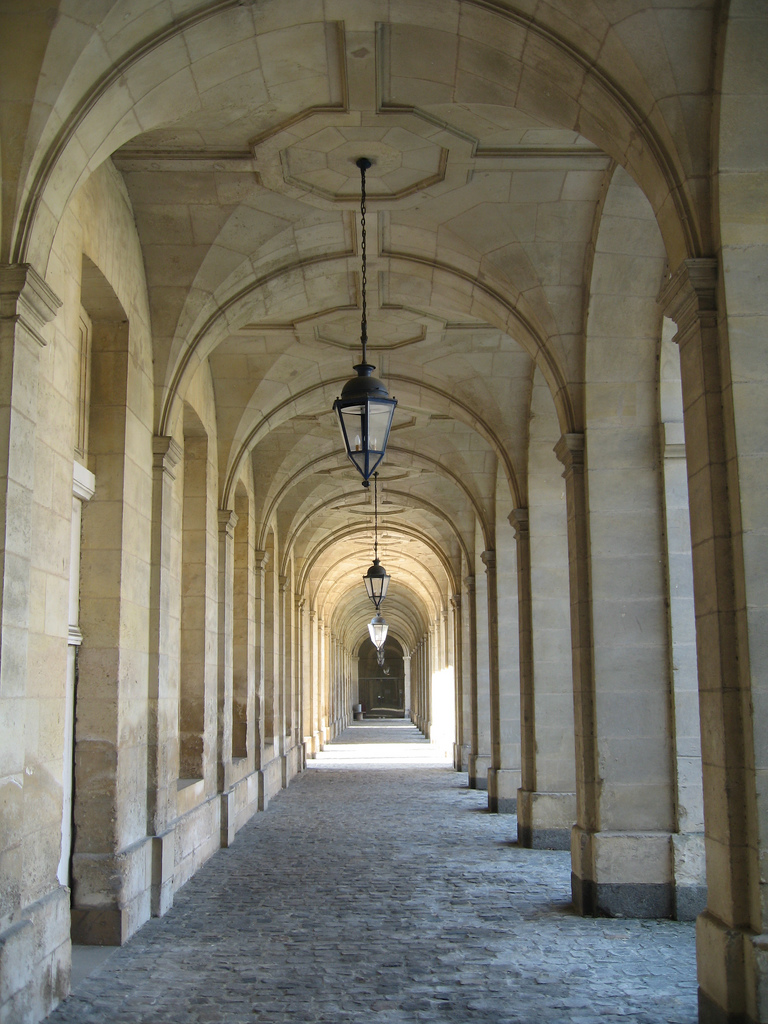
Portique de l'Hôtel-Dieu.
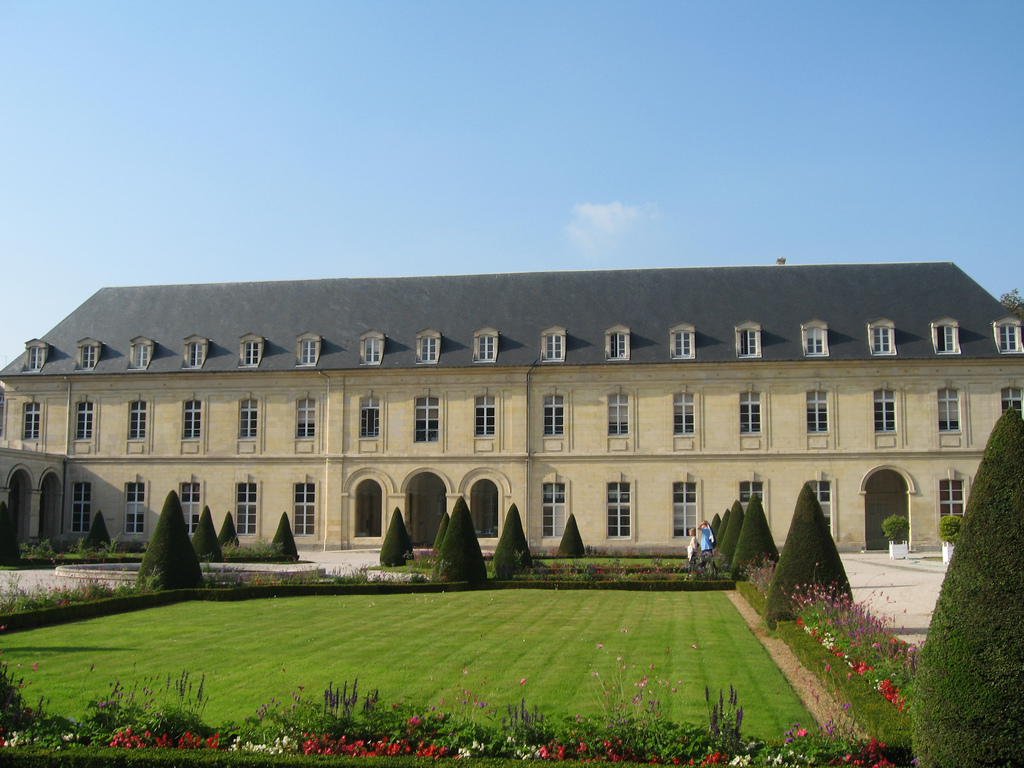
Pavillon Sainte-Anne.

## Description

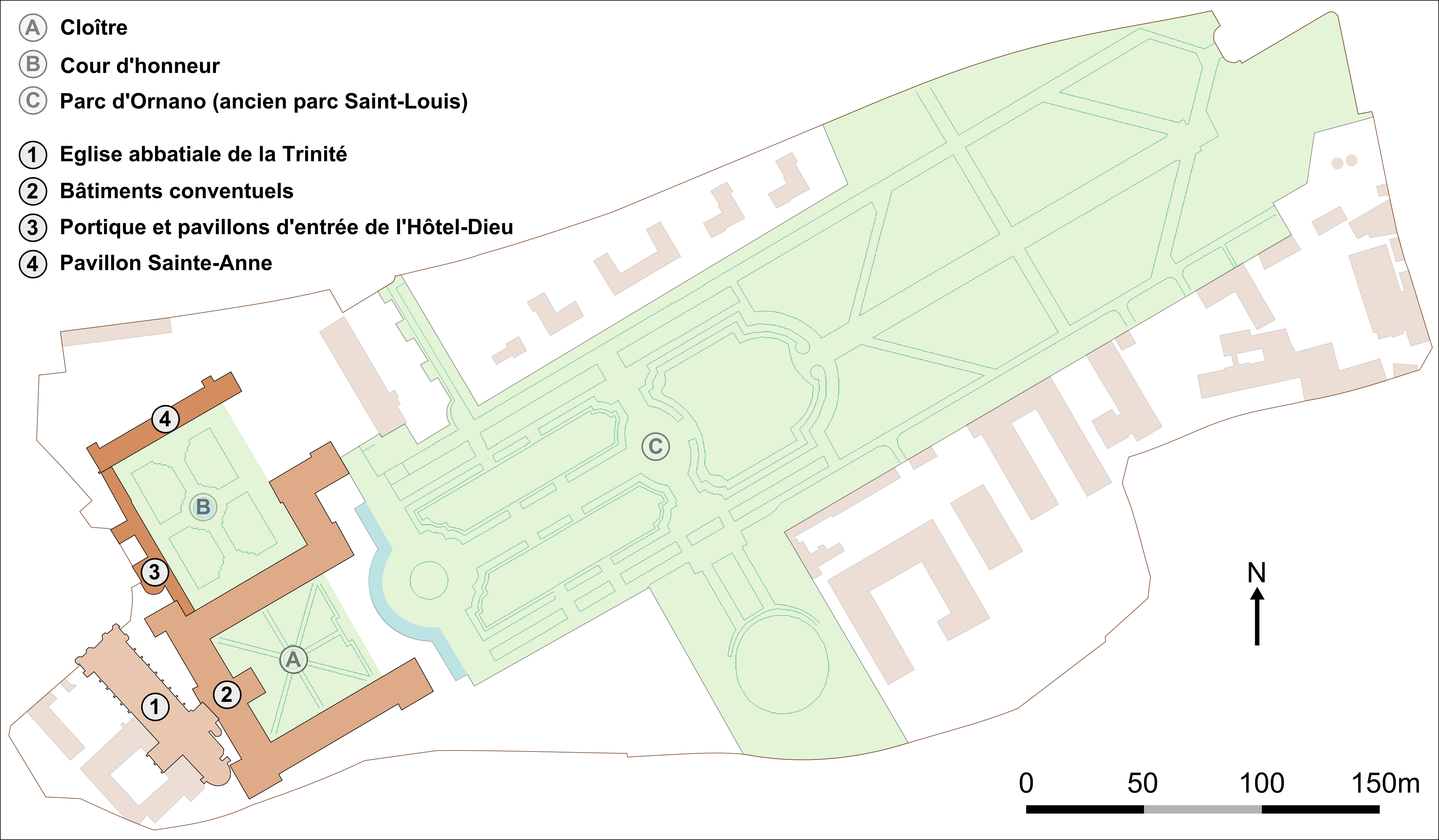
Plan de l'abbaye en 2008.

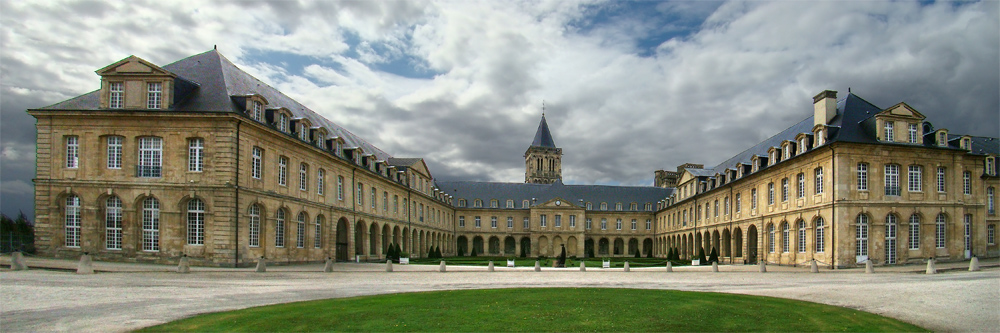
Les bâtiments conventuels autour du cloître.

### Église abbatiale de la Trinité
Pour les articles homonymes, voir Église de la Sainte-Trinité.

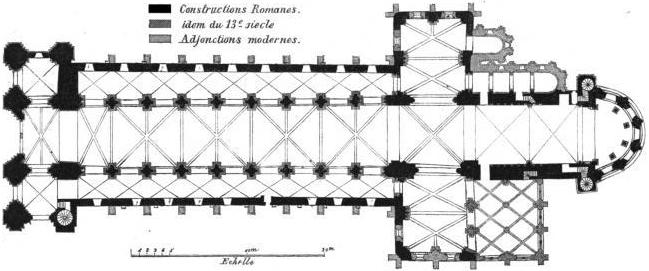
Plan de l'abbatiale en 1863.

Les dimensions de l'église abbatiale de la Trinité sont plus modestes que celles de l'abbaye aux Hommes, l'abbatiale Saint-Étienne. L'emprise au sol de l'église abbatiale est de 1 594 m2 : 80 m de long, 19 m de large dans la nef, 32 m entre les deux bras du transept. La nef de l'église de la Trinité est plus courte, moins large et plus basse que celle de son illustre compagne, mais elle est plus ornementée.

#### Extérieur

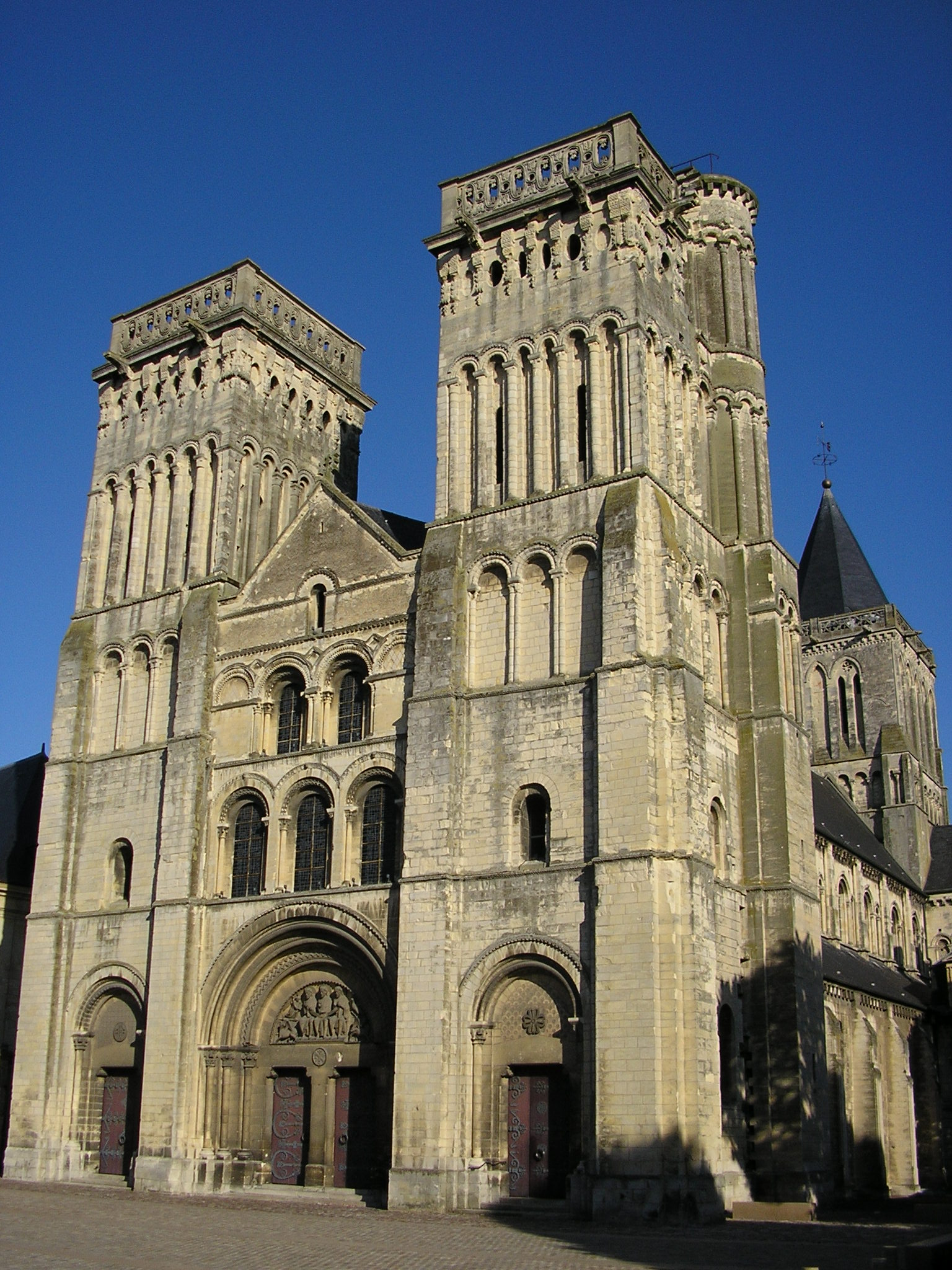
Façade occidentale.

La façade ne présente ici ni la même simplicité, ni la même puissance qu'à Saint-Étienne. Le principe de façade harmonique y est néanmoins le même, avec deux tours carrées encadrant la façade rectiligne de la nef. Quatre contreforts délimitent verticalement la façade et les souches des deux tours. L'étage inférieur des tours comprend un porche élevé ; le second niveau n'est percé que d'une petite baie en plein cintre non moulurée ; le troisième est décoré de trois arcatures aveugles dont les archivoltes moulurées reposent sur des colonnettes ; le quatrième est couvert d'étroites arcatures très élancées et décorées. Une rangée d'œils-de-bœuf, de gargouilles et enfin, une balustrade de la période classique viennent achever quelque peu maladroitement ces deux tours.
Le portail principal a été défiguré au XIXe siècle par un tympan sculpté figurant la Sainte Trinité : en 1859, on commande à Adolphe-Victor Geoffroy-Dechaume un bas-relief de 3,87 mètres sur 1,95 mètre représentant une Trinité triandrique christomorphe (c'est-à-dire une représentation de la Trinité sous la forme de trois personnages ayant les traits du Christ) entourée par le tétramorphe. L'œuvre est achevée vers 1862, mais en 1866, l'évêque de Bayeux demande sa destruction au motif que la représentation de la Trinité sous la forme de trois personnes a été prohibée par l'Église. La commission des monuments historiques tranche en faveur du maintien de l'œuvre ; dans le rapport de séance rédigé par Viollet-le-Duc, elle se justifie en arguant que « quand il s'agit de restaurer un édifice du Moyen Âge religieux ou profane, il s'agit d'adopter le style et le système décoratif admis à l'époque dont on reproduit et restaure les exemples » et que par conséquent elle n'a pas à « [s']enquérir si dans un édifice religieux le clergé a condamné ou adopté certaines représentations admises aux époques dont on veut reproduire les usages et perpétuer les arts ».
Le deuxième étage est percé de trois larges baies ; le troisième d'arcatures aveugles encadrant deux baies moulurées. Le tout est couronné d'un gable décoré. Un cordon saillant relie la base des baies de chaque étage.

Extérieur
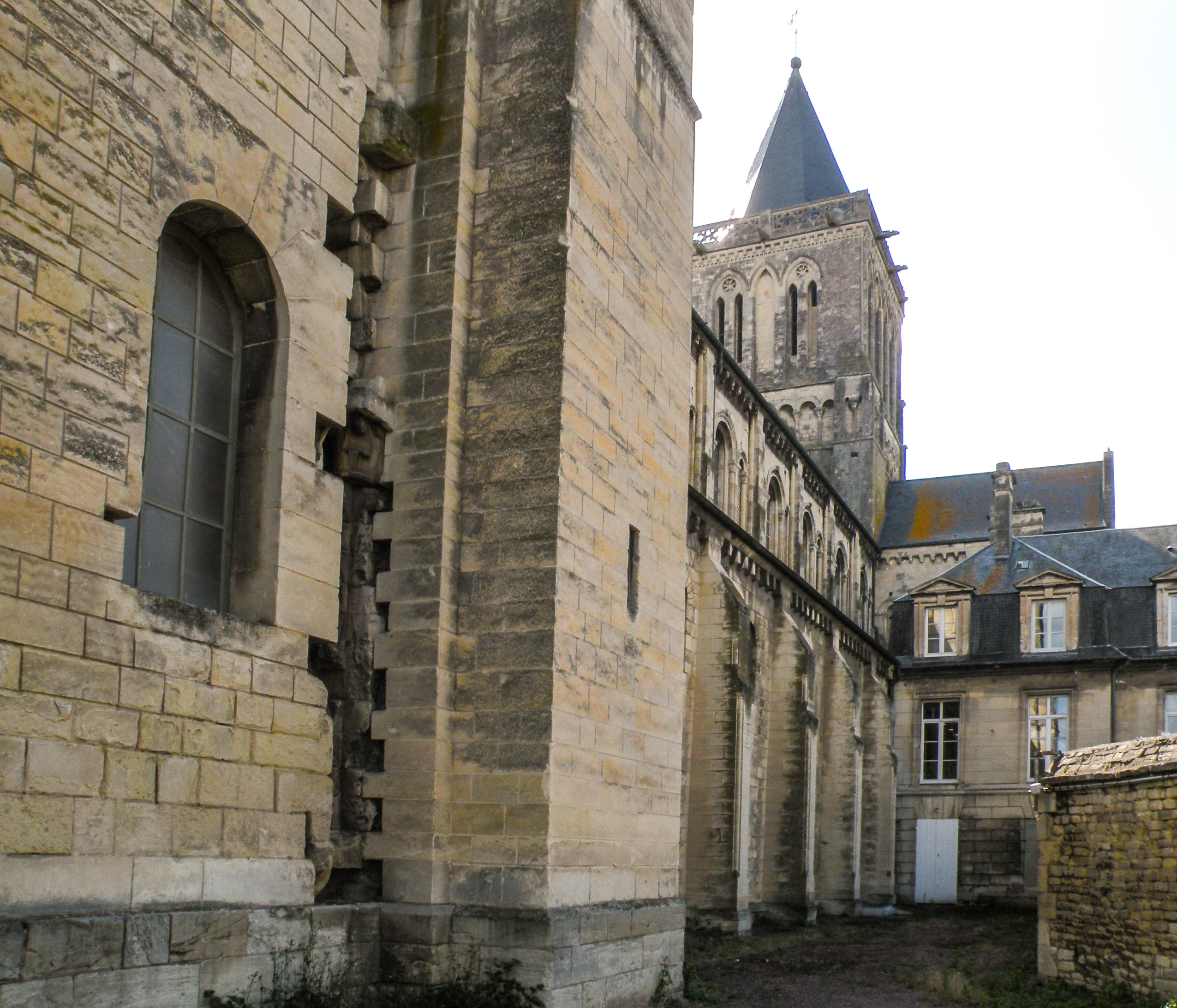
Côté de l'église.
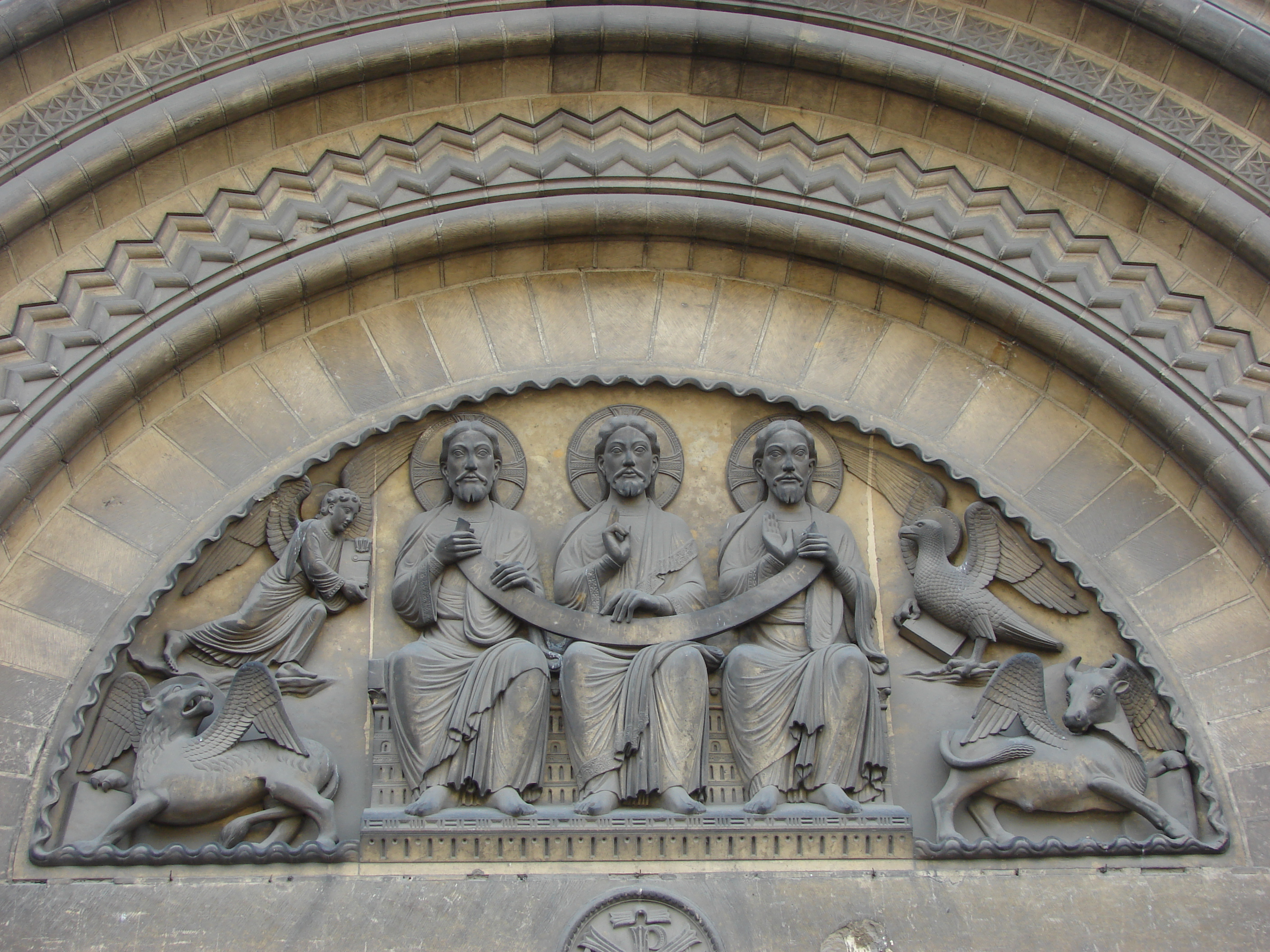
Tympan (1862).

#### Intérieur
La nef est bordée d'arcades en plein cintre surmontées d'une tribune ne présentant que des arcatures aveugles, qui sert d'appui à la voûte d'ogive. C'est la première voûte d'ogives construite en Normandie, elle date de 1130.
Le transept au centre de l'église accueille l'autel. Le transept nord est roman, il ouvre sur une absidiole (la chapelle du Saint-Sacrement) qui abrite le tabernacle. Le transept sud présente des colonnes gothiques intégrées dans la décoration romane.

Nef et chœur
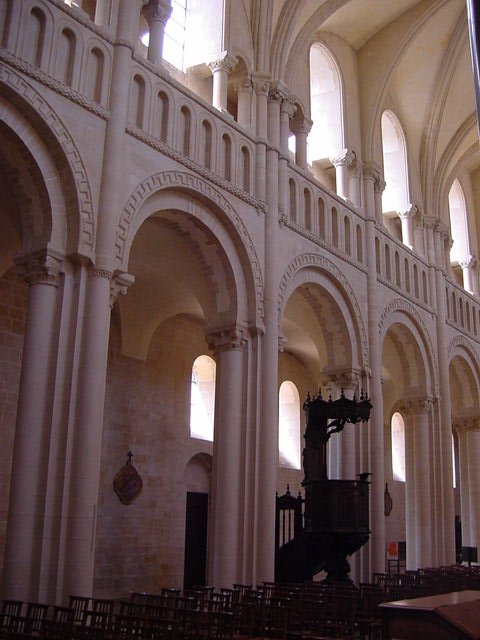
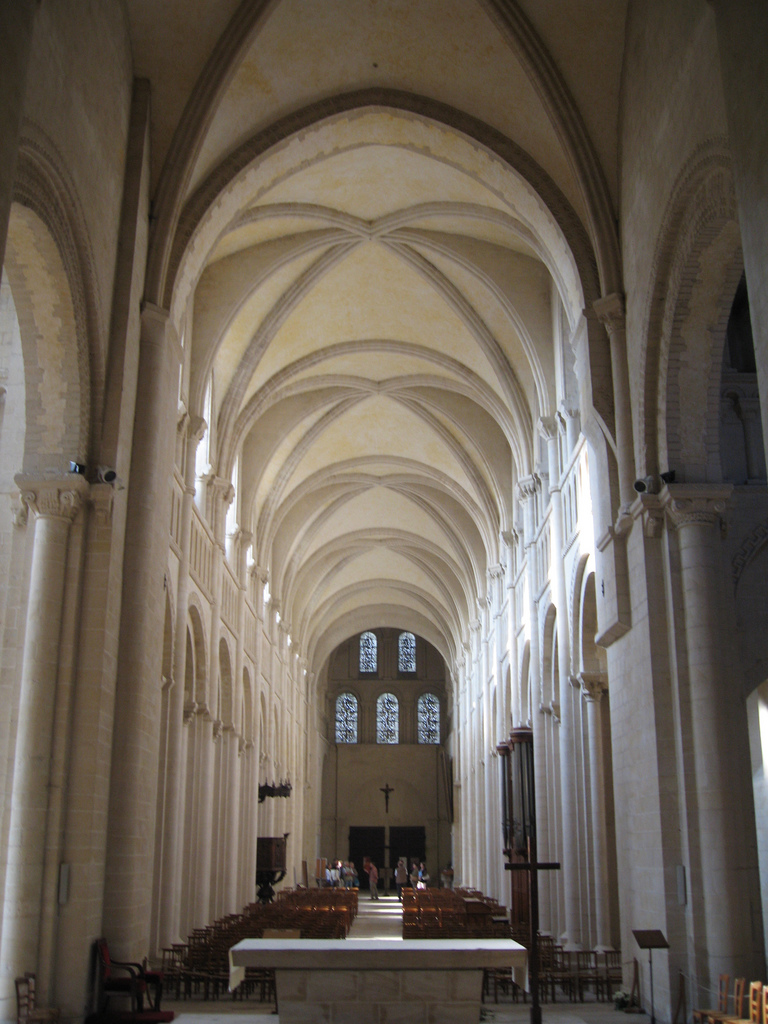
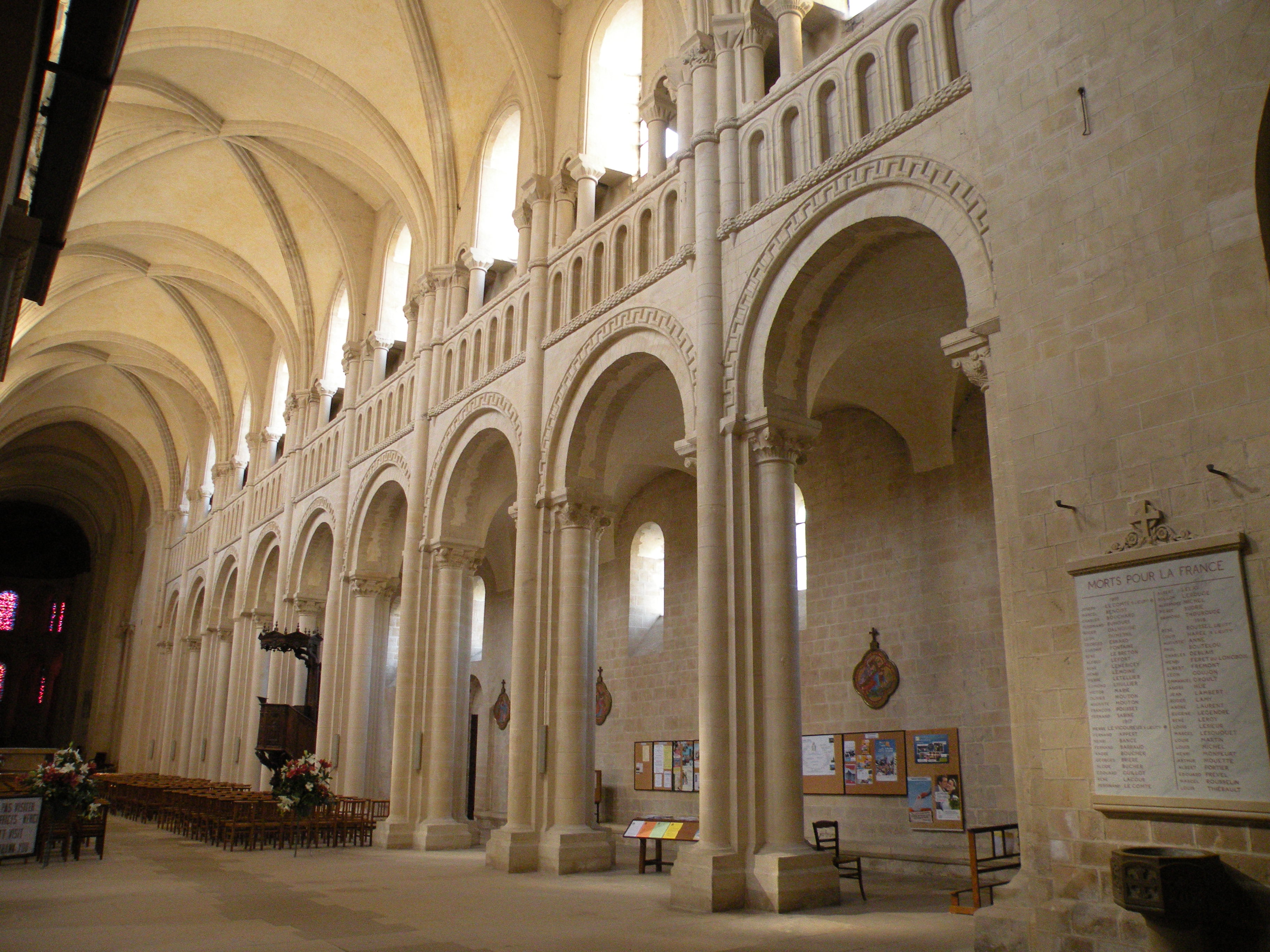
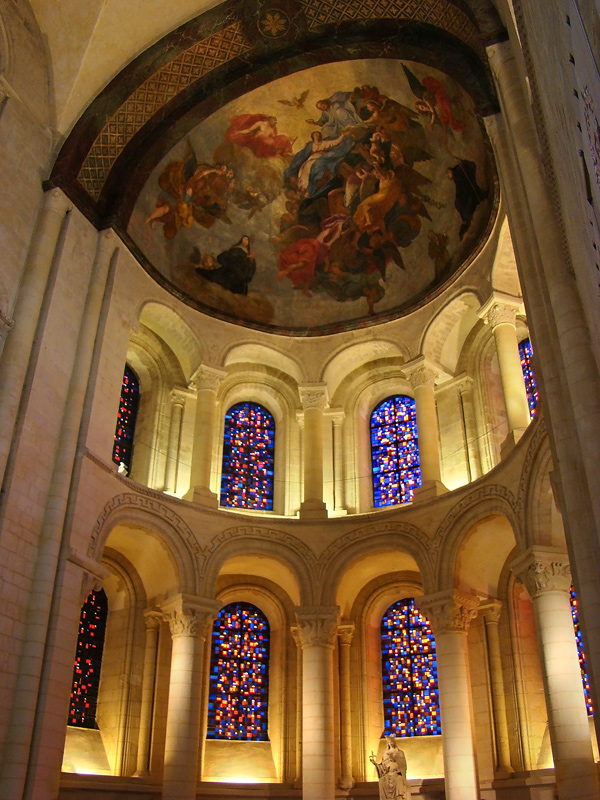
Abside

### Décoration
Le chœur se termine en abside ornée de quatre colonnes et d'une galerie décorée d'animaux fantastiques.

Décoration intérieure
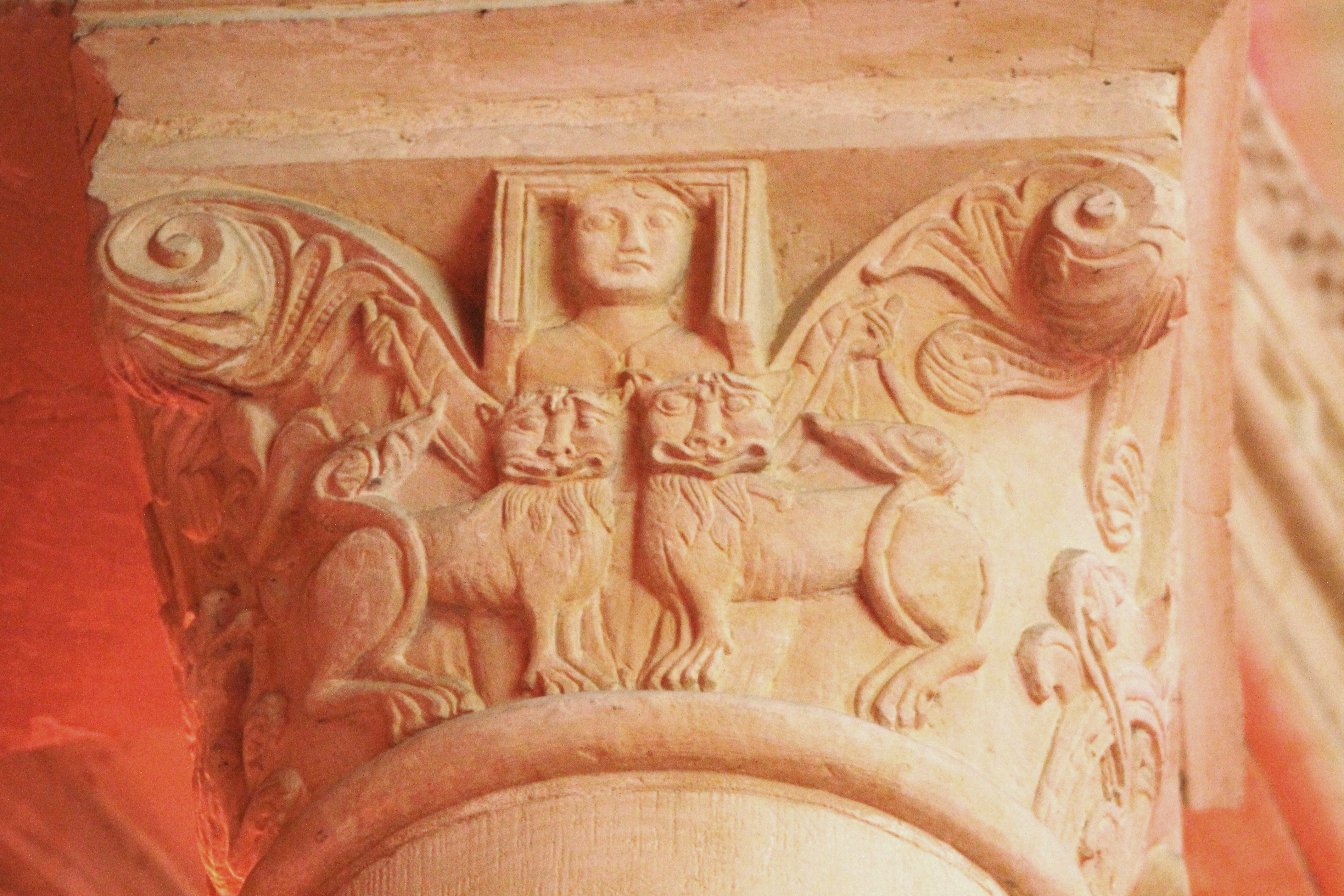
Chapiteau du chœur avec sculpture de Guillaume le Conquérant tenant deux lions en laisse[12].
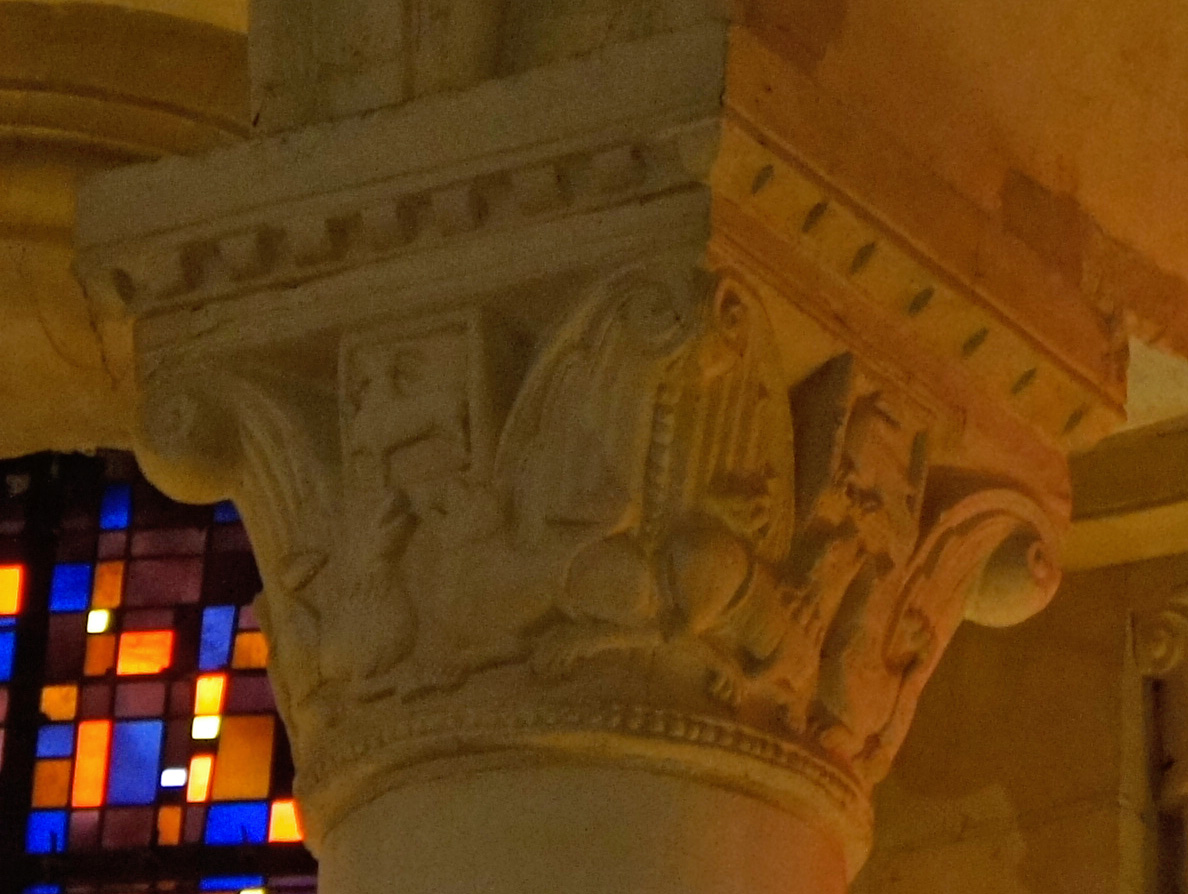
Détail d'un chapiteau du chœur avec des animaux.
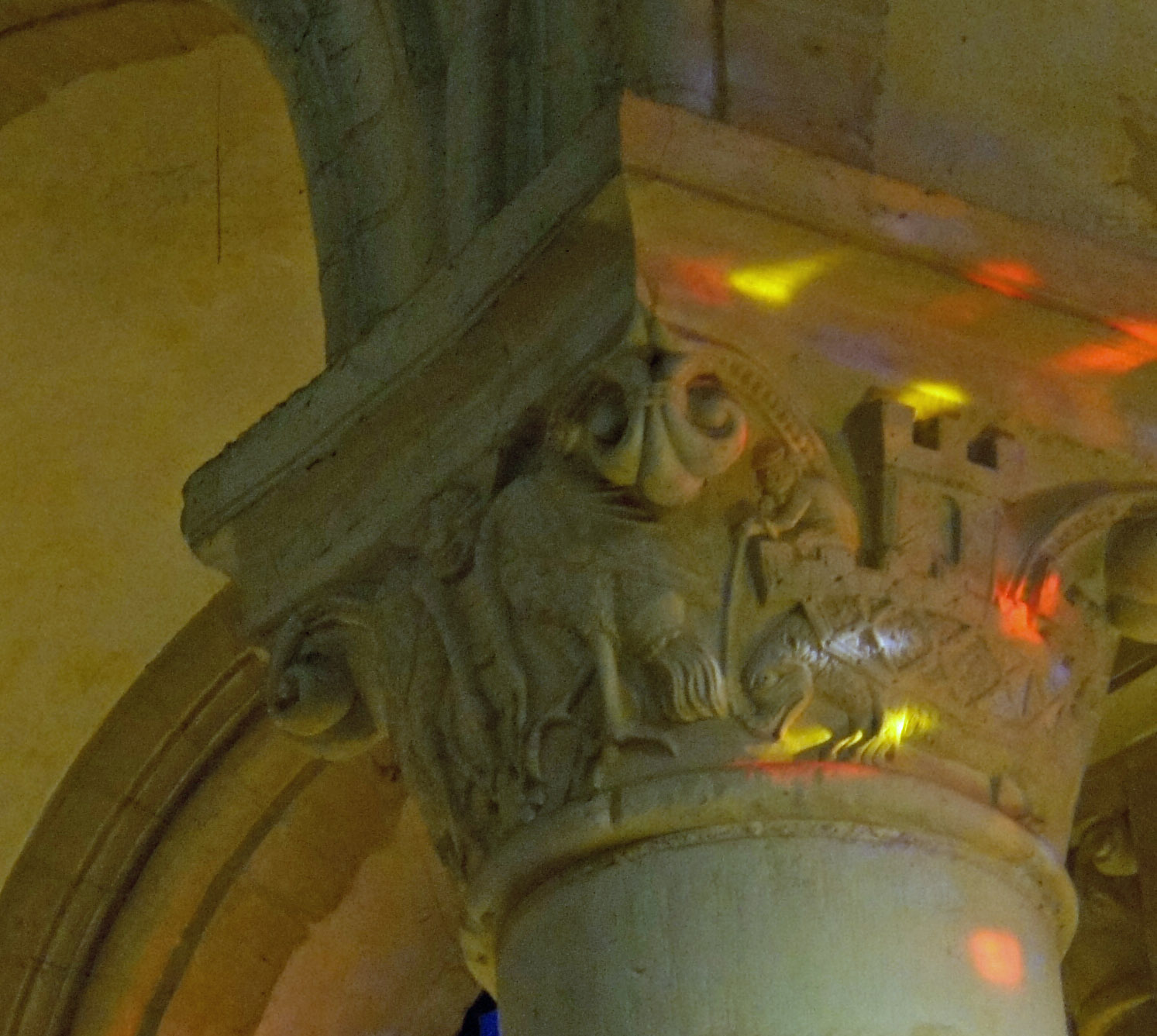
Détail d'un chapiteau du chœur avec un éléphant.
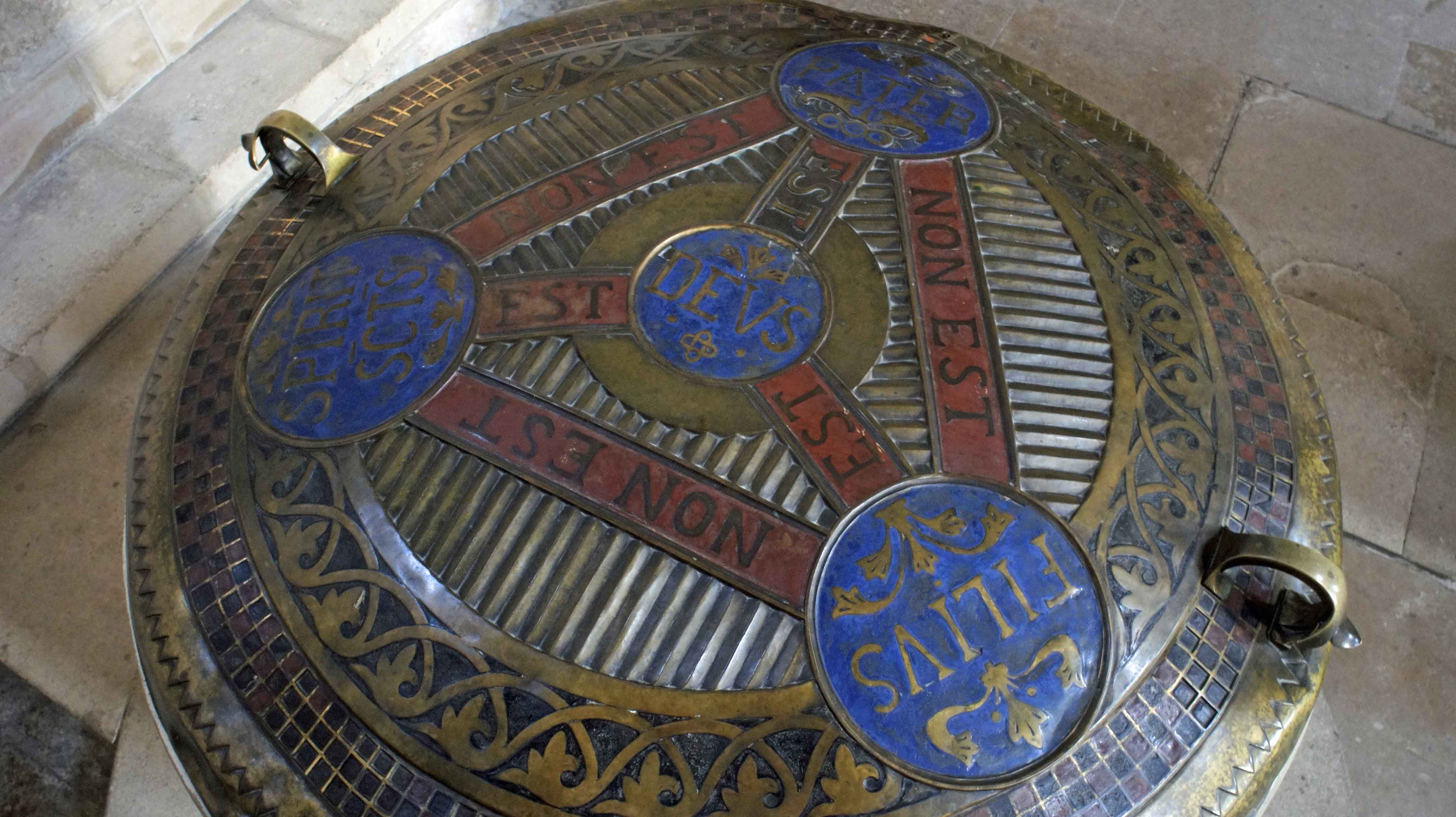
Détail du couvercle des fonts baptismaux (représentation d'un scutum fidei).

#### Crypte
L'église étant construite à flanc de colline, le chœur repose sur une crypte partiellement enterrée, présentant de nombreuses colonnes qui supportent ce chœur. Les bénédictines y exposaient des reliques de saint Nicolas, saint Gilles et saint Étienne, profanées en 1562 lors du pillage de l'abbaye par des protestants, puis disparues à la Révolution, si bien que le reliquaire actuel est vide.
L'unique chapiteau historié de la crypte est généralement interprété comme une illustration du thème du Jugement dernier : une face montre l'archange saint Michel accueillant les élus au paradis (hommes sortant de leurs tombeaux), l'autre face montre un homme muni d'un fléau.

Crypte
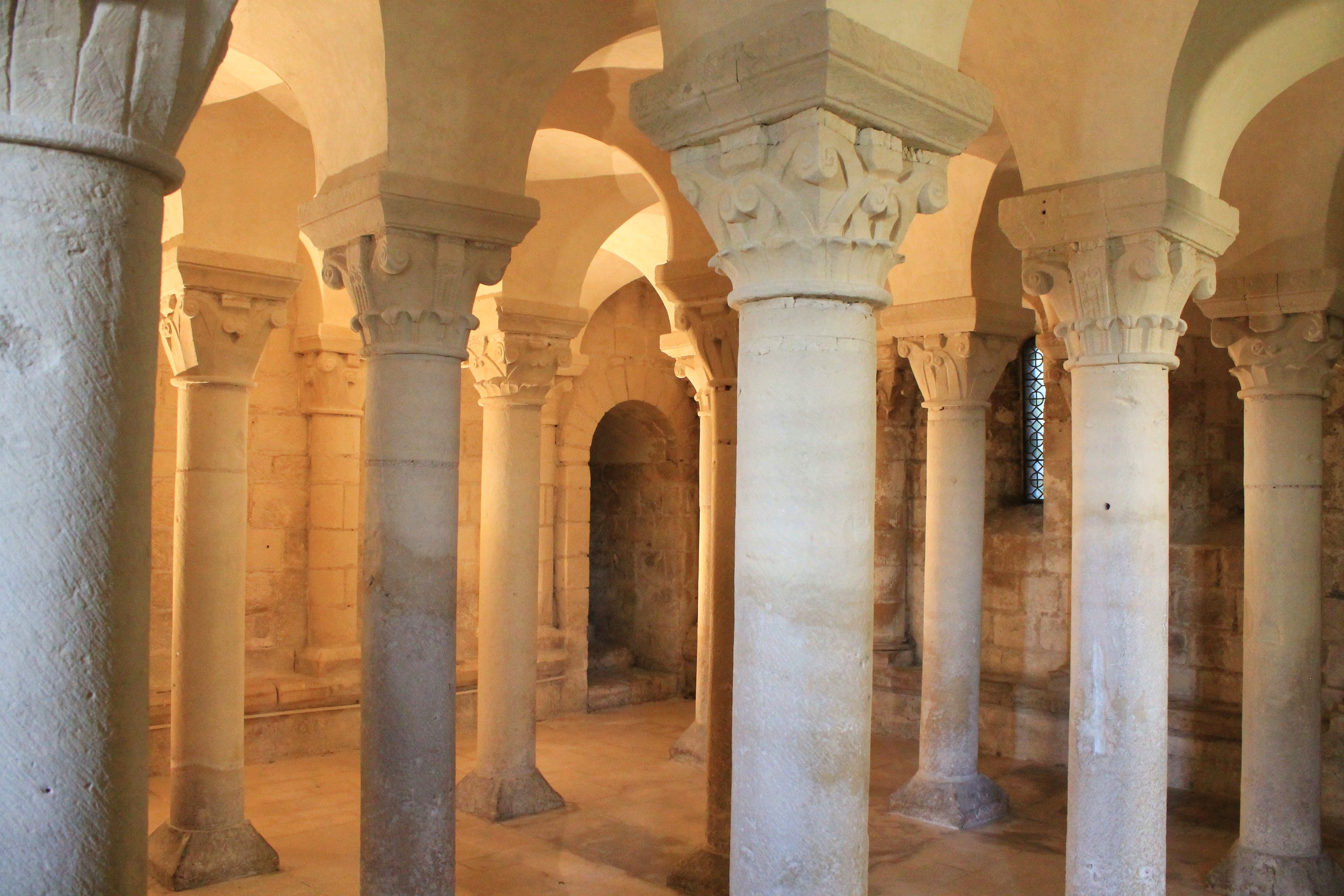
Crypte.
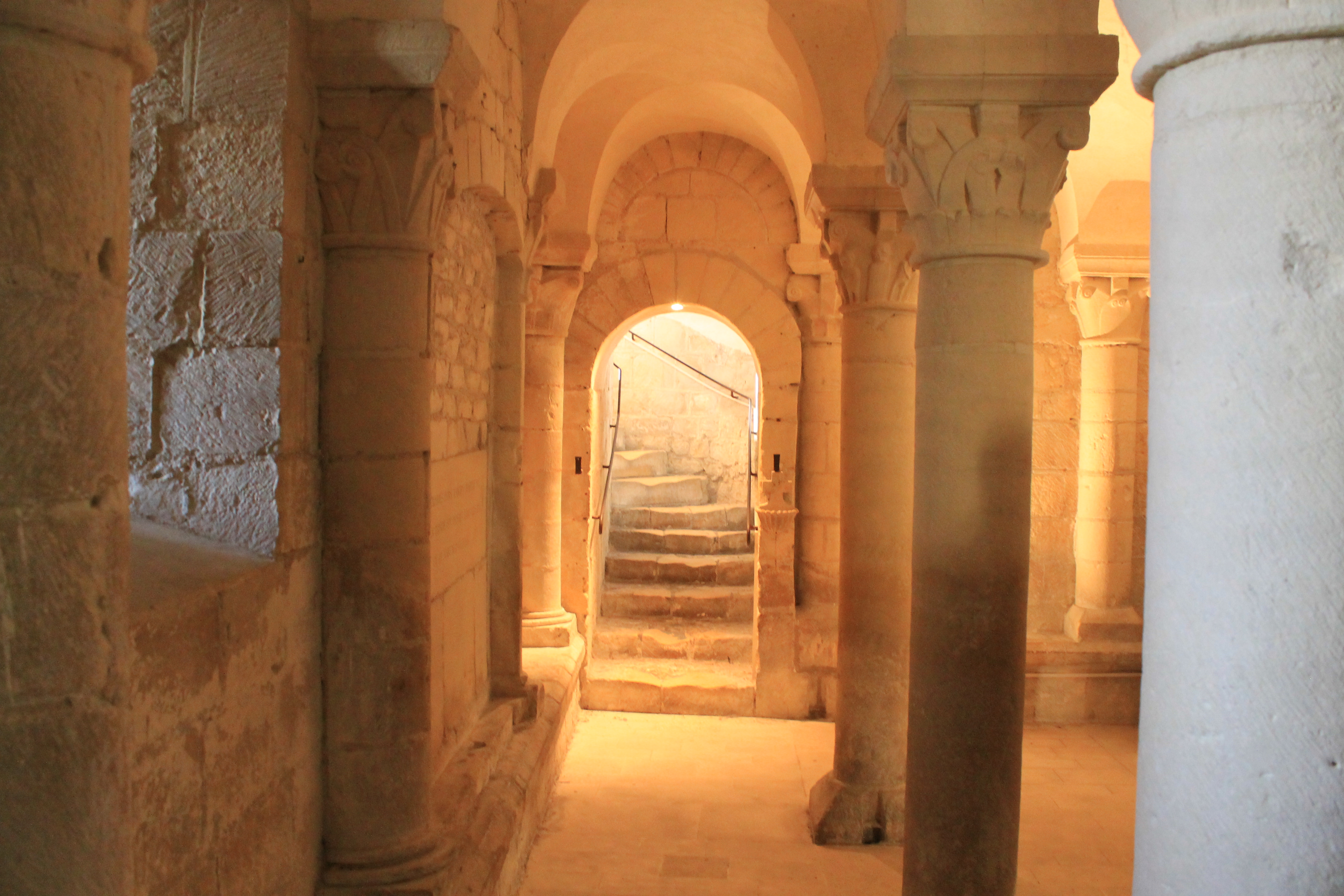
Entrée de la crypte.
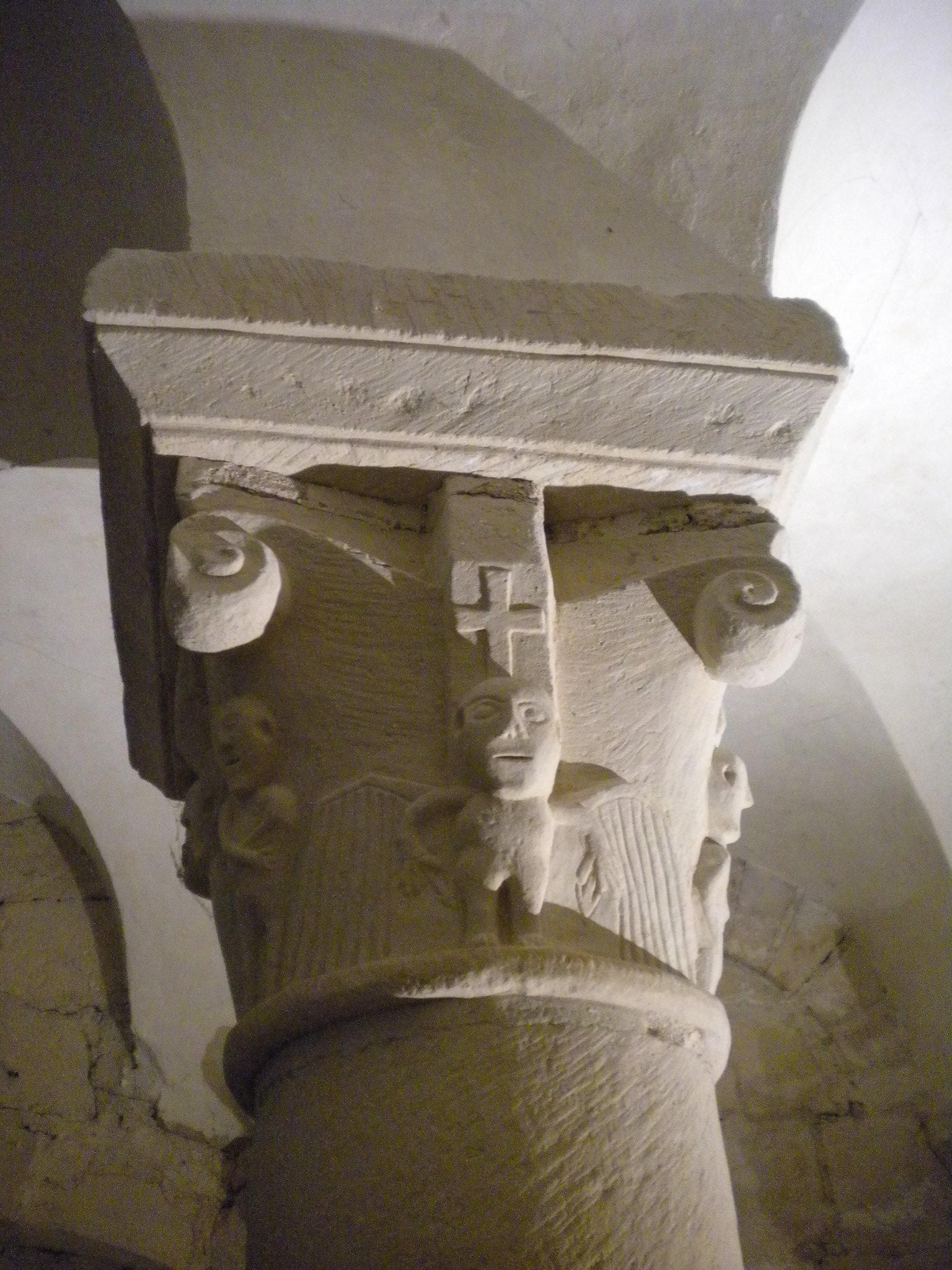
Unique chapiteau historié de la crypte.
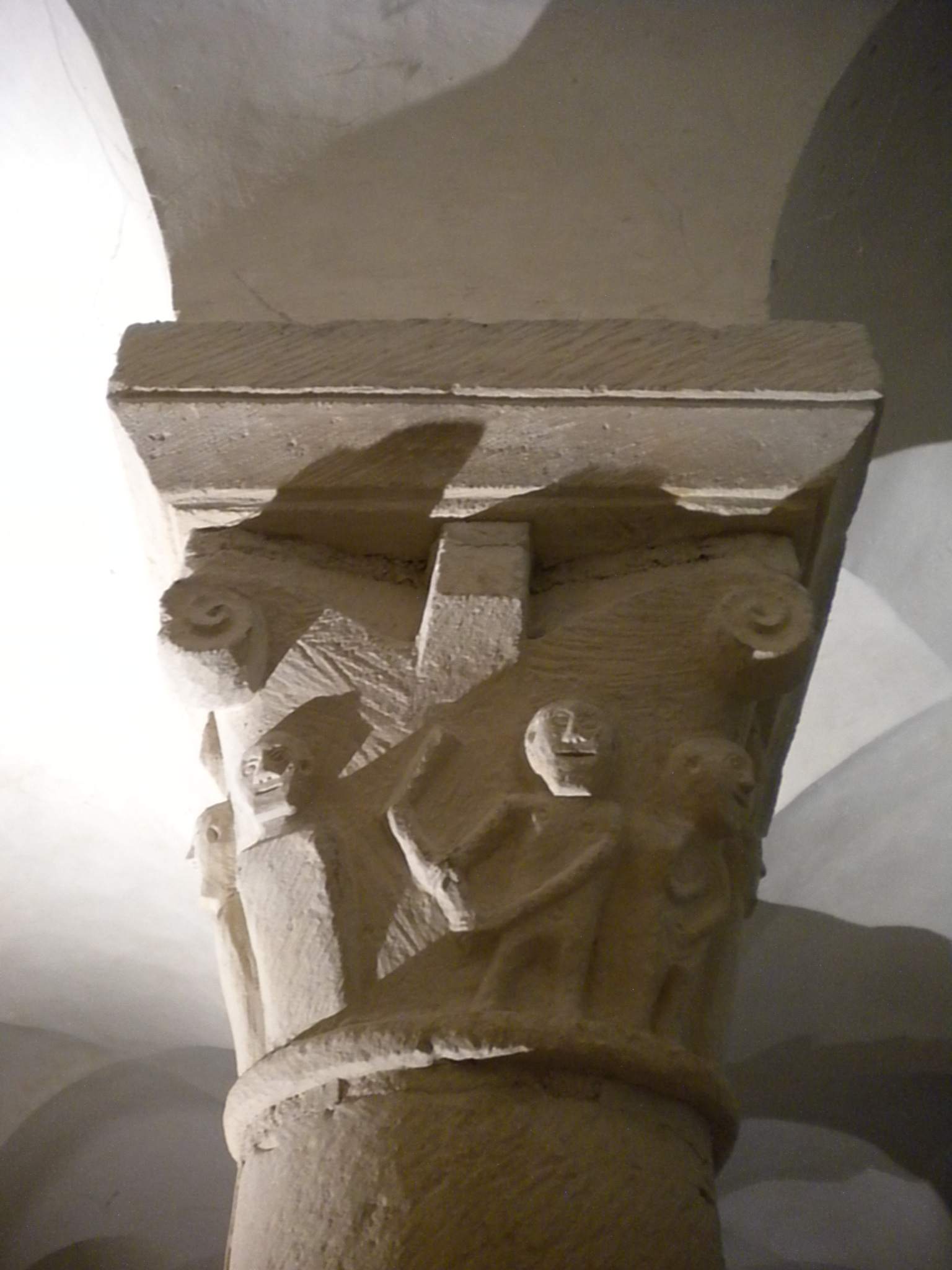
Autre face du chapiteau.

### Tombeau de la reine Mathilde

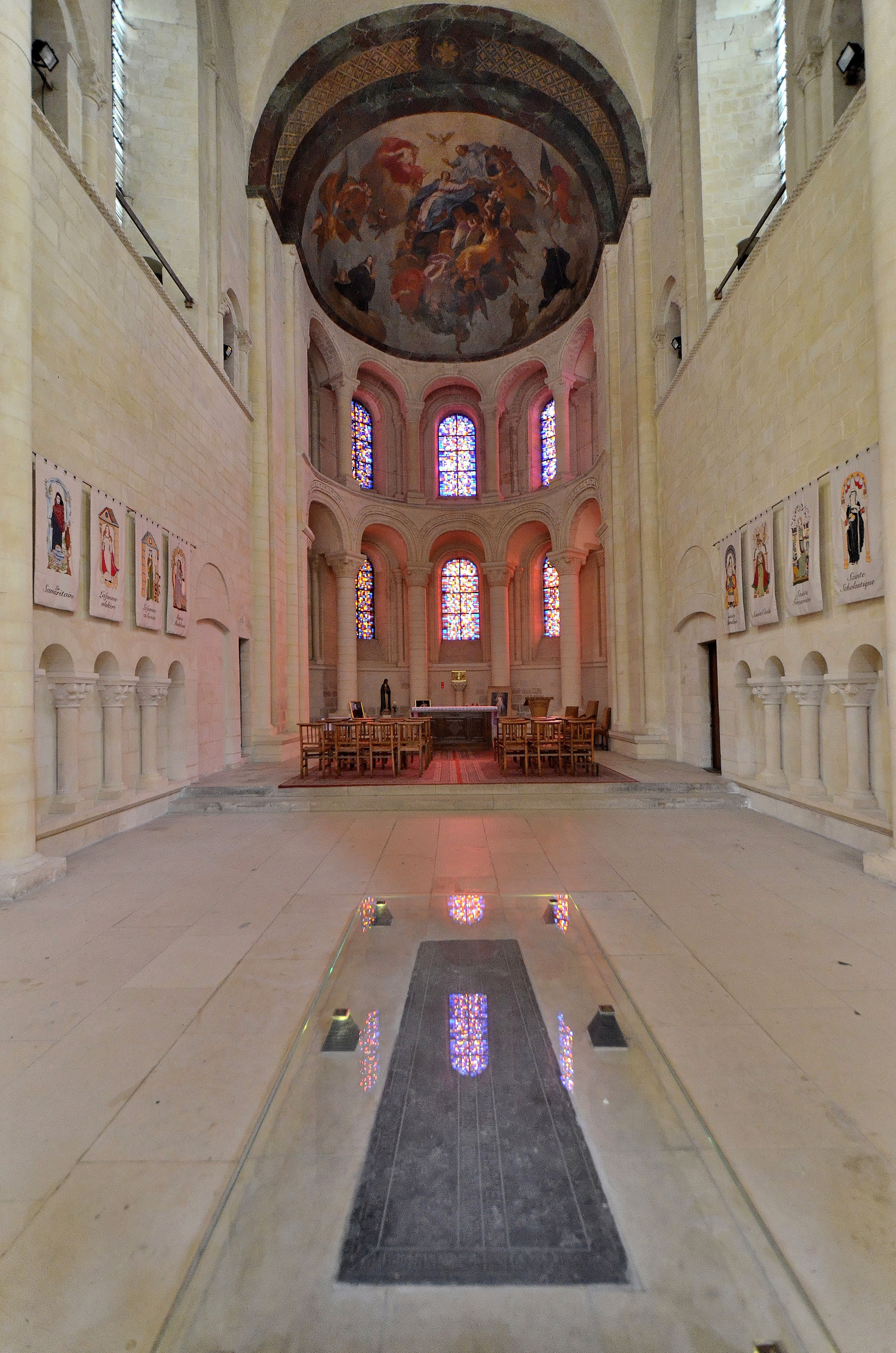
Tombeau de Mathilde de Flandre.

La reine Mathilde repose dans le chœur de l'abbatiale. Sur sa dalle funéraire en marbre noir est gravée cette inscription latine :

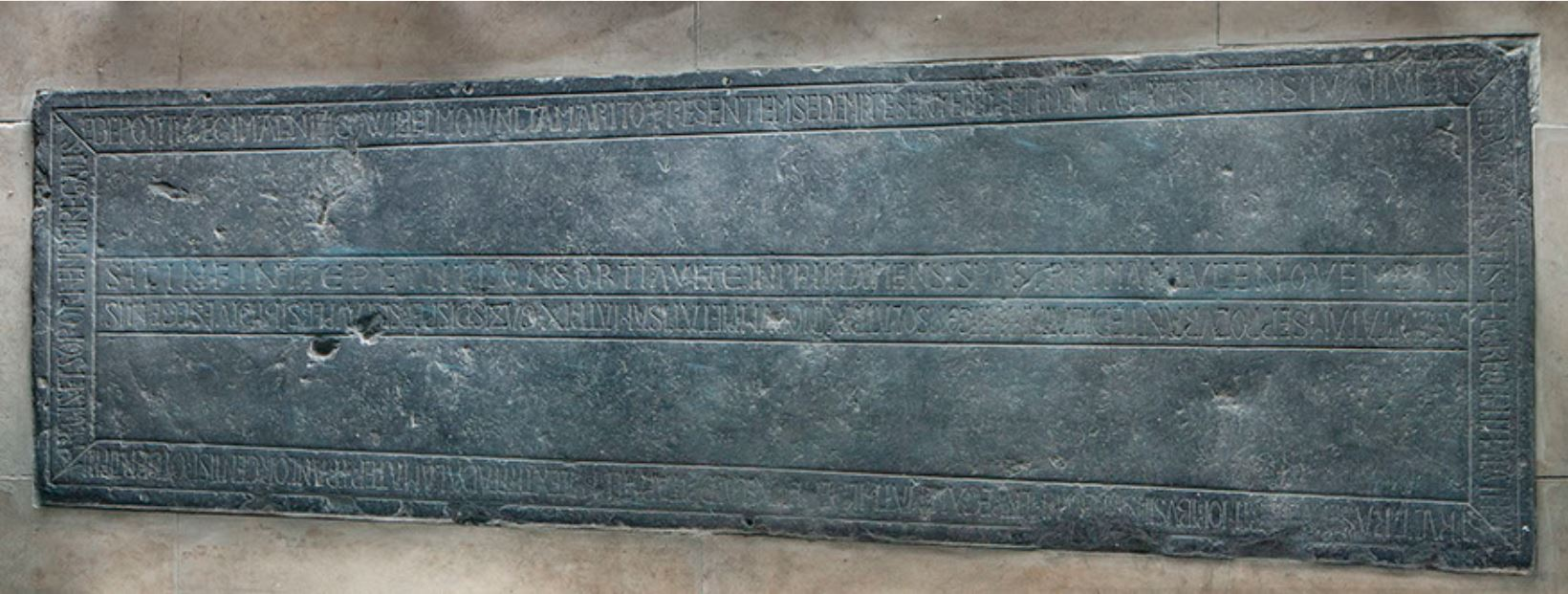
Inscription du tombeau de Mathilde.

« EGREGIA PVLCHRI TEGIT HEC STRVCTVRA SEPVLCRI :
MORIBVS INSIGNEM, GERMEN REGALE, MATHILDEM :
DVX FLANDRITA PATER HVIC EXTITIT, ADALA MATER :
FRANCORVM GENTIS ROTBERTI FILIA REGIS :
ET SOROR HENRICI, REGALI SEDE POTITI :
REGI MAGNIFICO WILLELMO IVNCTA MARITO :
PRESENTEM SEDEM, PRESENTEM FECIT ET EDEM :
TAM MVLTIS TERRIS QVAM MVLTIS REBVS HONESTIS :
A SE DITATAM SE PROCVRANTE DICATAM :
HEC CONSOLATRIX INOPVM, PIETATIS AMATRIX :
GAZIS DISPERSIS, PAVPER SIBI, DIVES EGENIS :
SIC INFINITE PETIIT CONSORTIA VITE :
IN PRIMA MENSIS, POST PRIMAM, LVCE NOVEMBRIS »

qui se traduit ainsi :
« La remarquable pierre tombale de ce beau sépulcre recouvre
 Mathilde de souche royale, éminente par ses mœurs.
 Son père fut chef de la Flandre et sa mère Adèle,
fille du roi Robert de la race des Francs,
 et elle fut sœur d'Henri, qui posséda le trône royal.
Elle fut unie en mariage au grand roi Guillaume.
 Elle fit bâtir cette actuelle abbaye et cette actuelle église,
 par de nombreuses terres autant que bien des choses honorables
 grâce à elle enrichie, et par ses soins consacrée.
 Cette consolatrice des indigents, aimant la piété,
pauvre pour elle-même, opulente pour les nécessiteux en répandant le trésor liturgique,
gagna ainsi de prendre part à la vie éternelle
 à l'aube du premier jour du mois de novembre, après l'heure de prime ».

## Protection
Au titre des monuments historiques :
- l'église Sainte-Trinité est classée par liste de 1840 ;
- l'ancienne abbaye est classée par arrêté du 24 juin 1976.

## Terriers, propriétés, revenus, dépendances
L'abbaye aux Dames avait une partie du part de Saint-Vaast-la-Hougue (Manche). Cette dernière déclarant y avoir un « droit de siège et ancrage ou posage des navires et bateaux dans le havre de la Hougue et autres lieux du gravage d'icelles ».
Un des faubourgs de la ville de Caen et sa campagne environnante, le Bourg-l'Abbesse, dépendaient de l'abbaye.

## Lieu de tournage
En 2020, l'équipe de l'émission Secrets d'Histoire a tourné plusieurs séquences à l'abbaye dans le cadre d'un numéro consacré à Guillaume le Conquérant, intitulé Guillaume le Conquérant : à nous deux l'Angleterre !.